# Diogo Dalot
José Diogo Dalot Teixeira (Braga, 18 maart 1999) is een Portugese voetballer die doorgaans als verdediger speelt. Hij verruilde FC Porto in juli 2018 voor Manchester United, dat 20 miljoen euro voor hem betaalde. Dalot debuteerde in 2021 in het Portugees voetbalelftal.

## Carrière
Dalot stroomde door vanuit de jeugd van FC Porto en Padroense FC. Hiervoor debuteerde hij op 18 februari 2018 in het eerste elftal, tijdens een met 5–0 gewonnen wedstrijd in de Primeira Liga thuis tegen Rio Ave. Hij viel toen in de 74e minuut in voor Alex Telles. Diezelfde Telles verving hij drie dagen later opnieuw, in de tweede helft van een competitiewedstrijd uit bij Estoril (1–3) om weer vier dagen later zijn eerste basisplaats te krijgen, uit bij Portimonense (1–5).
Dalot had zeven wedstrijden in de hoofdmacht van Porto achter zijn naam toen Manchester United in juli 2018 circa 22 miljoen voor hem neerlegde en hem naar Engeland haalde. Net terug van een meniscusblessure kreeg hij van coach José Mourinho tijdens zijn eerste wedstrijden in september meteen basisplaatsen in de Champions League tegen BSC Young Boys en in de League Cup tegen Derby County. Toch minder goed hersteld dan gedacht, duurde het tot december voor hij voor het eerst in de Premier League kon spelen. Vier speelronden na zijn terugkeer verving Manchester United Mourinho door Ole Gunnar Solskjær. Die stelde Dalot de rest van seizoen 2018/19 op, maar zag het daarna niet meer in hem zitten. Het gevolg was dat hij in heel 2019/20 vier speelronden mee mocht doen. In de eerste maanden van 2020/21 behoorde hij helemaal niet tot de wedstrijdselectie. Manchester United verhuurde Dalot daarom in oktober 2020 voor de rest van het seizoen aan AC Milan. Hij speelde dat jaar 21 wedstrijden in de Serie A, waarvan 10 vanaf de aftrap.
Dalot keerde in juli 2021 terug in Manchester en moest het in eerste instantie weer doen met af en toe een invalbeurt. Zijn kansen keerden toen United in november Solskjær ontsloeg. Interim-coach Michael Carrick en - vanaf december - coach Ralf Rangnick zagen wel een basisspeler in hem. Dat gold vanaf juli 2022 ook voor coach Erik ten Hag. Dalot won in 2022/23 de League Cup met United.

## Clubstatistieken
| Seizoen     | Club              | Competitie     | Competitie | Competitie | Beker | Beker | Internationaal | Internationaal | Totaal | Totaal |
| Seizoen     | Club              | Competitie     | Wed.       | Dlp.       | Wed.  | Dlp.  | Wed.           | Dlp.           | Wed.   | Dlp.   |
| ----------- | ----------------- | -------------- | ---------- | ---------- | ----- | ----- | -------------- | -------------- | ------ | ------ |
| 2017/18     | FC Porto          | Primeira Liga  | 6          | 0          | 0     | 0     | 1              | 0              | 7      | 0      |
| Club totaal | Club totaal       | Club totaal    | 6          | 0          | 0     | 0     | 1              | 0              | 7      | 0      |
| 2018/19     | Manchester United | Premier League | 16         | 0          | 3     | 0     | 4              | 0              | 23     | 0      |
| 2019/20     | Manchester United | Premier League | 4          | 0          | 4     | 1     | 3              | 0              | 11     | 1      |
| 2020/21     | Manchester United | Premier League | 0          | 0          | 1     | 0     | 0              | 0              | 1      | 0      |
| Club totaal | Club totaal       | Club totaal    | 20         | 0          | 8     | 1     | 7              | 0              | 35     | 1      |
| 2020/21     | → AC Milan        | Serie A        | 21         | 1          | 2     | 0     | 10             | 1              | 33     | 2      |
| Club totaal | Club totaal       | Club totaal    | 21         | 1          | 2     | 0     | 10             | 1              | 33     | 2      |
| 2021/22     | Manchester United | Premier League | 24         | 0          | 3     | 0     | 3              | 0              | 30     | 0      |
| 2022/23     | Manchester United | Premier League | 26         | 1          | 6     | 0     | 10             | 1              | 42     | 2      |
| 2023/24     | Manchester United | Premier League | 19         | 1          | 3     | 1     | 6              | 0              | 28     | 2      |
| Club totaal | Club totaal       | Club totaal    | 89         | 2          | 20    | 2     | 26             | 1              | 135    | 4      |

Bijgewerkt t/m 23 januari 2024.

## Interlandcarrière
Dalot maakte deel uit van verschillende Portugese nationale jeugdelftallen. Hij won met Portugal –17 als basisspeler het EK –17 van 2016. Met Portugal –19 haalde hij de halve finale van het EK –19 van 2016 en de finale van het EK –19 van 2017. Tussen die twee toernooien door nam hij met Portugal –20 deel aan het WK –20 van 2017. Hij maakte ook deel uit van de Portugese ploeg op het WK –20 van 2019 en bereikte met Portugal –21 de finale van het EK –21 van 2021.
Dalot had nog nooit bij de selectie van het Portugees voetbalelftal gezeten toen bondscoach Fernando Santos hem in 2021 meenam naar het EK 2020. Daarop maakte hij op 26 juni 2021 zijn interlanddebuut, als invaller tijdens de tweede groepswedstrijd tegen Frankrijk. Zijn eerste basisplaats volgde in de achtste finale, tegen België. Santos nam Dalot anderhalf jaar later ook mee naar het WK 2022. Daarop kwam hij drie wedstrijden in actie. Dalot werd op 21 mei 2024 door bondscoach Roberto Martínez opgenomen in de Portugese selectie voor het EK 2024 in Duitsland. Portugal won een groep met Tsjechië, Turkije en Georgië, schakelde in de achtste finales Slovenië uit en verloor in de kwartfinales op strafschoppen van Frankrijk. Dalot kwam in actie tegen Tsjechië en Georgië.

## Erelijst
| Competitie             | Aantal   | Jaren    |          |          |
| FC Porto               | FC Porto | FC Porto | FC Porto | FC Porto |
| ---------------------- | -------- | -------- | -------- | -------- |
| Kampioen Primeira Liga | 1x       | 2017/18  |          |          |
| Manchester United      |          |          |          |          |
| EFL Cup                | 1x       | 2022/23  |          |          |
| Portugal –17           |          |          |          |          |
| Europees kampioen –17  | 1x       | 2016     |          |          |

1 Bayındır ·
2 Lindelöf ·
3 Mazraoui ·
4 De Ligt ·
5 Maguire ·
6 Martínez ·
7 Mount ·
8 Fernandes  ·
9 Højlund ·
11 Zirkzee ·
13 Dorgu ·
14 Eriksen ·
15 Yoro ·
16 Diallo ·
17 Garnacho ·
18 Casemiro ·
20 Dalot ·
22 Heaton ·
23 Shaw ·
24 Onana ·
25 Ugarte ·
26 Heaven ·
35 Evans ·
37 Mainoo ·
41 Amass ·
43 Collyer ·
55 Fredricson ·
56 Obi ·
Coach: Amorim
· Assistent-coach: Fletcher
1 Patrício ·
2 Semedo ·
3 Pepe ·
4 Dias ·
5 Guerreiro ·
6 Fonte ·
7 Ronaldo  ·
8 Moutinho ·
9 A. Silva ·
10 B. Silva ·
11 Fernandes ·
12 Lopes ·
13 Pereira ·
14 Carvalho ·
15 Rafa Silva ·
16 Sanches ·
17 Guedes ·
18 Neves ·
19 Gonçalves ·
20 Dalot ·
21 Jota ·
22 Rui Silva ·
23 Félix ·
24 Oliveira ·
25 Mendes ·
26 Palhinha ·
Coach: Santos
1 Patrício ·
2 Dalot ·
3 Pepe ·
4 Dias ·
5 Guerreiro ·
6 Palhinha ·
7 Ronaldo  ·
8 Fernandes ·
9 And. Silva ·
10 B. Silva ·
11 Félix ·
12 Sá ·
13 Danilo ·
14 Carvalho ·
15 Leão ·
16 Vitinha ·
17 Mário ·
18 Neves ·
19 Mendes ·
20 Cancelo ·
21 Horta ·
22 Costa ·
23 Nunes ·
24 Ant. Silva ·
25 Otávio ·
26 Ramos ·
Coach: Santos
1 Patrício ·
2 Semedo ·
3 Pepe ·
4 Dias ·
5 Dalot ·
6 Palhinha ·
7 Ronaldo  ·
8 Fernandes ·
9 Ramos ·
10 B. Silva ·
11 Félix ·
12 Sá ·
13 Danilo ·
14 Inácio ·
15 J. Neves ·
16 Nunes ·
17 Leão ·
18 R. Neves ·
19 Mendes ·
20 Cancelo ·
21 Jota ·
22 Costa ·
23 Vitinha ·
24 A. Silva ·
25 Neto ·
26 Conceição ·
Coach: Martínez